# Plano Revisado Filadélfia
O Plano Revisado Filadélfia, também conhecido como Plano Filadélfia, exigiu que os contratados pelo governo na Filadélfia, Estado da Pensilvânia, empregassem trabalhadores pertencentes a minorias, de acordo com o estabelecido pela Ordem Executiva 11246. O secretário adjunto do Departamento de Trabalho para Normas de Trabalho e Salário, Arthur Fletcher, implementou o plano em 1969, com base em um projeto anterior desenvolvido em 1967. O plano exigiu que os empreiteiros federais atingissem determinadas metas para a contratação de funcionários minoritários em datas específicas, a fim de combater a discriminação institucionalizada por parte de sindicatos da construção especializada. O projeto foi rapidamente estendido para outras cidades.
Em 1971, a Associação de Contratistas da Pensilvânia Oriental desafiou nos tribunais o plano e a Ordem Executiva 11246, argumentando que estava além da autoridade constitucional do Presidente, que era inconsistente com a Lei dos Direitos Civis de 1964 e que era inconsistente com Lei Nacional de Relações de Trabalho. O Tribunal de Recurso dos Estados Unidos para o Terceiro Circuito rejeitou essas alegações, e a Suprema Corte dos Estados Unidos declinou a tratar do caso em outubro.